# 後藤光三
後藤 光三（ごとう みつぞう、1905年（明治38年）8月15日 - 1977年（昭和52年）5月30日）は、日本の牧師である。
日本基督長老教会（現・日本長老教会）の初代議長で、日本人で初めて保守的な立場から説教学の大著を書いた。

## 生涯
戦前、中央神学校で学び、田中剛二らの薫陶を受ける。卒業後は、日本基督教団の牧師として戦争中を生きる。
終戦後、日本基督教団小月教会を創設して、開拓伝道を始める。その後、日本基督教団を離脱して、長老派の伝道に関わり、1949年（昭和24年）、東京基督神学校創立メンバーになる。長谷川真太郎の自宅の神学校で事務長を務めながら、牧会学と説教学と信仰告白を教える。その経験から日本語で最初の本格的な説教学の著書を著す。1956年（昭和31年）、日本基督長老教会の初代議長に就任するが、翌年1957年（昭和32年）、東京基督神学校の教師と理事を辞任する。
英語の賛美歌の翻訳・日本語作詞でも活躍して、1956年（昭和31年）、TEAMの宣教師ラッセル・ステルワゴンの編集した「救いの聖歌集」の曲の訳詩等を手伝った。その歌集には後藤の作品も多数収録されている。
1964年（昭和39年）には町田聖書教会の初代牧師に就任する。晩年は闘病生活を送るが、病床で5冊の闘病記を書いた。

## 訳詩
- 「すくいぬしにきたれ」(Come to the saviour)George F. Root
- 「つみのきよめ」(Wordless Book chorus)Frances M.Johnston
- 「せかいのこども」(Jesus loves the little children)George F. Root

## 作詞作曲
- 「じゅうじか」

## 著書
- 「説教学」聖書図書刊行会、1961年
- 『エホバの証人とは何か』日本教会新報社

## 訳書
- ローレン・ベットナー「予定論」1967年
- ジョン・W・ダッガア「伝道者の生活-聖書は何と言っているか」国分寺高木町バプテスト教会、1977年
- チャールズ・F・ジェファソン「牧会と説教者（教会の建設）」1977年
- ドナルド・マックギャブラン著『教会の発展と伝道』いのちのことば社 1967